# Sabicea pearcei
Sabicea pearcei är en måreväxtart som beskrevs av Herbert Fuller Wernham. Sabicea pearcei ingår i släktet Sabicea och familjen måreväxter. Inga underarter finns listade i Catalogue of Life.